# Pseudotephritina
Pseudotephritina är ett släkte av tvåvingar. Pseudotephritina ingår i familjen fläckflugor.
Kladogram enligt Catalogue of Life:
| Pseudotephritina | \| \| Pseudotephritina cribellum \| \| \| \| \| \| Pseudotephritina inaequalis \| \| \| \| |
|                  | \| \| Pseudotephritina cribellum \| \| \| \| \| \| Pseudotephritina inaequalis \| \| \| \| |
|                  | Pseudotephritina cribellum                                                                 |
|                  |                                                                                            |
|                  | Pseudotephritina inaequalis                                                                |
|                  |                                                                                            |